# Guido Keller
Pour les articles homonymes, voir Keller.
Guido Keller (né le 6 février 1892 à Milan et mort le 9 novembre 1929 à Magliano Sabina) est un aventurier, poète et as de la Première Guerre mondiale italien. Il est également le chef des opérations spéciales de Gabriele D'Annunzio pendant l'occupation de la ville de Fiume entre 1919 et 1920.

## Biographie
Guido Keller s'est engagé comme aviateur lors de la Première Guerre mondiale. Il fut membre de l'escadrille de Francesco Baracca, l’as de la chasse italienne, tué au combat en 1918.
Cultivant son originalité, il fonda la Confrérie des cheveux coupés, dont les membres se coupaient les cheveux en vol ; il volait parfois en pyjama ou avec son aigle apprivoisé, et installa un service à thé dans le cockpit de son appareil. Keller est connu pour ses duels « courtois » avec les aviateurs autrichiens. Préférant rompre le combat lorsque son adversaire se retirait en admettant sa défaite, Keller ne fut crédité que de 3 victoires homologuées.
En 1919, Gabriele D'Annunzio le recrute comme « chef des opérations spéciales. » Il organise de nombreux coups de main et se livre à la piraterie, attaquant des trains et enlevant un général italien.
Après de nombreux voyages dans les années 1920, il meurt en 1929 dans un accident de voiture sur une petite route des environs de Rome. Il est enterré dans la crypte du Vittoriale, l'extraordinaire demeure de D'Annunzio sur le lac de Garde.

## Fiume
Fiume (Rijeka), ville yougoslave, était peuplée à 50 % d'Italiens. Après la Première Guerre mondiale, une assemblée populaire proclame à Fiume le rattachement à l'Italie. Des troupes de plusieurs nations sont envoyées pour ramener le calme dans la cité. À la suite d'une échauffourée qui fit une dizaine de morts dans les rangs français des régiments coloniaux annamites (Vietnam), le Conseil Interallié ordonne le repli du régiment de grenadiers sardes. Arrivé à Ronchi, près de Trieste, le régiment se rebelle. D'Annunzio en prend la tête, formant un corps franc qui regagne Fiume le 12 septembre 1919.
Les troupes américaines et anglaises se retirent, et Fiume déclare son indépendance. Elle se donne un gouvernement, le Reggenza Italiana del Carnaro (Régence italienne de Carnaro), et une constitution, la Carta del Carnaro. En tant que « chef des opérations spéciales », Keller organise et mène ce qui deviendront les dernières grandes opérations de piraterie qu'ait connue l'Europe, rendant la ville de Fiume célèbre.
Mais l'Italie et la Yougoslavie signent le traité de Rapallo, et les troupes italiennes attaquent Fiume en décembre 1920 au cours du Noël de Sang (Il Natale di Sangue), après un bombardement de la Marine italienne, mettant un terme à quinze mois de révolution anarchiste. La veille de la signature du traité, Keller réalise l'une de ses spectaculaires opérations en larguant sur le parlement de Rome un pot de chambre, rempli de navets et accompagné d'un message.

## Œuvres
Textes de Guido Keller dans les cahiers du bal de San Vito du journal La Yoga - 15 juin 1920 (Fiume)